# Zāvīyeh Khersān
Zāvīyeh Khersān (persiska: زاویه خرسان) är en ort i Iran.   Den ligger i provinsen Khuzestan, i den västra delen av landet, 500 km sydväst om huvudstaden Teheran. Zāvīyeh Khersān ligger 87 meter över havet och antalet invånare är 227.
Terrängen runt Zāvīyeh Khersān är mycket platt, och sluttar söderut. Runt Zāvīyeh Khersān är det ganska tätbefolkat, med 100 invånare per kvadratkilometer. Närmaste större samhälle är Susa, 11,0 km sydväst om Zāvīyeh Khersān. Trakten runt Zāvīyeh Khersān består till största delen av jordbruksmark.